# الغفيرة (تعز)
الغفيرة هي إحدى قرى الجمهورية اليمنية. وهي تتبع جغرافيًا لمحافظة تعز. وإداريًا لمديرية المعافر. يبلغ تعداد سكانها 1623 نسمة حسب الإحصاء الذي جرى عام 2004.